# Nam Lý, Đồng Hới
Nam Lý là một phường trung tâm thuộc thành phố Đồng Hới, tỉnh Quảng Bình, Việt Nam.

## Địa lý
Phường Nam Lý nằm trung tâm thành phố Đồng Hới, có vị trí địa lý như sau:
- Phía đông giáp phường Đồng Phú
- Phía tây và phía bắc giáp phường Bắc Lý
- Phía nam giáp phường Bắc Nghĩa và phường Đức Ninh Đông.

Phường Nam Lý có diện tích 4,01 km², dân số năm 2019 là 17.496 người, mật độ dân số đạt 4.363 người/km².

## Lịch sử
Ngày 9 tháng 11 năm 1991, Ban Tổ chức Chính phủ ban hành Quyết định số 568/1991/QĐ-TCCP về việc thành lập phường Nam Lý trên cơ sở một phần diện tích và dân số của xã Lý Ninh.